# Zay Adolf
Zay Adolf (Nagyszeben, 1850. – Nagyszeben, 1907. május 22.) jogász, miniszteri tanácsos, országgyűlési képviselő.

## Élete
Tanulmányait szülővárosában és Bécsben végezte, ahol politikai és jogi vizsgáit letette. Eleinte ügyvédi gyakorlatot folytatott. 1875-ben a szászsebesi kerület országgyűlési képviselővé választotta, 1878-ban a vidonbáki kerületet, 1881-től a brassói I. kerületet képviselte és a mérsékelt ellenzék soraiban foglalt helyet, noha a szász néppárt programját vallotta; élénk részt vett a Királyföld rendezéséről szóló, valamint a középiskolai törvény tárgyalásaiban. Az 1892. évi általános választások alkalmával már mint a Szabadelvű Párt tagja választatott meg. Az 1890-es években nevezték ki a kereskedelmi minisztériumba, ahol a vasúti-, posta- és távíró-tanfolyam igazgatója volt. 1907. május 21-én reggel utazott el Budapestről Nagyszebenbe, ahol másnap holtan találták ágyában, szívszélhűdés érte.